# Heinrich Gustav Adolf Leybold
Pour les articles homonymes, voir Leybold.

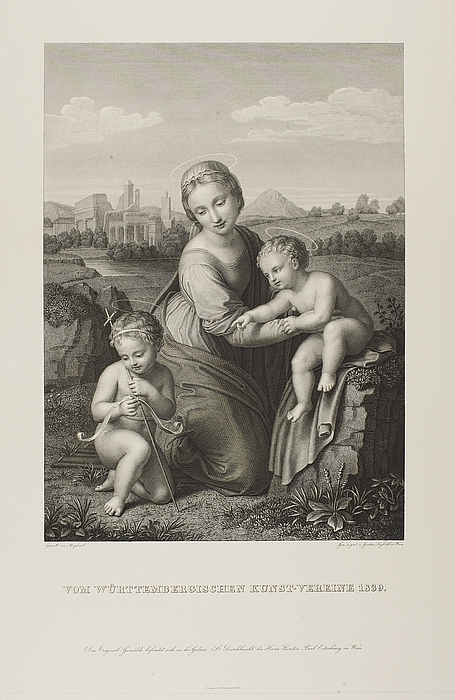
Marie avec Jésus et Jean.

Heinrich Gustav Adolf Leybold, né le 14 novembre 1794 à Stuttgart et mort le 28 août 1855 à Vienne, est un peintre et graveur sur cuivre autrichien. 

## Biographie
Enfant, Heinrich Gustav Adolf Leybold s'installe à Vienne, où son père, Johann Friedrich Leybold, se construit une nouvelle existence après la dissolution de la Hohen Karlsschule. Il reçoit son éducation de son père et à l'Académie des Arts de Vienne. Au début, il s'essaye à la peinture miniature comme son frère Karl Jakob Theodor Leybold, mais il se concentre bientôt entièrement à la gravure sur cuivre au burin. Il crée principalement des portraits et des gravures d'après des chefs-d'œuvre classiques qui étaient en mains privées, et travaille avec son père sur ce qu'on appelle le travail de galerie, dans lequel les principales œuvres du Musée d'Histoire de l'art de Vienne sont reproduites en gravures sur cuivre.